# Sergei Igorewitsch Ostaptschuk
Sergei Igorewitsch Ostaptschuk (russisch Сергей Игоревич Остапчук, belarussisch Сяргей Ігаравіч Астапчук/Sjarhej Iharawitsch Astaptschuk; * 19. März 1990 in Nawapolazk, Weißrussische SSR; † 7. September 2011 in Tunoschna bei Jaroslawl) war ein russisch-belarussischer Eishockeyspieler, der während seiner Karriere unter anderem bei Lokomotive Jaroslawl in der Kontinentalen Hockey-Liga unter Vertrag stand.

## Karriere
Sergei Ostaptschuk begann seine Karriere als Eishockeyspieler in seiner Heimatstadt in der Nachwuchsabteilung von Chimik-SKA Nawapolazk. Von dort aus wechselte der Flügelspieler zu Lokomotive Jaroslawl, für dessen zweite Mannschaft er von 2006 bis 2008 in der drittklassigen Perwaja Liga aktiv war. Anschließend spielte er ein Jahr lang für die Huskies de Rouyn-Noranda in der kanadischen Juniorenliga QMJHL, die ihn beim CHL Import Draft 2008 in der ersten Runde an Position 47 ausgewählt hatten. Dort konnte er auf Anhieb überzeugen und erzielte in insgesamt 66 Spielen 30 Tore. Zudem gab er 37 Vorlagen. Aufgrund seiner Leistungen wurde er in das All-Rookie Team der Liga gewählt.
Zur Saison 2009/10 kehrte Ostaptschuk zunächst zu Lokomotive Jaroslawl zurück. Nachdem er in acht Spielen in der ein Jahr zuvor gegründeten Kontinentalen Hockey-Liga nicht überzeugen konnte und punktlos blieb – parallel bestritt er drei Partien für Lokomotives Juniorenmannschaft in der erstmals ausgetragenen multinationalen Nachwuchsliga Molodjoschnaja Chokkeinaja Liga – verbrachte er die gesamte restliche Spielzeit erneut bei den Huskies de Rouyn-Noranda in Kanada. Seit der Saison 2010/11 stand der gebürtige Belarusse mit russischem Pass regelmäßig für die Profimannschaft von Lokomotive Jaroslawl in der KHL auf dem Eis, während er parallel weiterhin gelegentlich für deren Junioren in der MHL auflief. Am 7. September 2011 kam er beim Flugzeugabsturz bei Jaroslawl ums Leben.

## Erfolge und Auszeichnungen
- 2009 QMJHL All-Rookie-Team